# Can de palleiro
Can de palleiro (galicisk herdehund, direkt översättning från galiciska: höstackshund) är en hundras från Spanien. Det är en medelstor hund som härstammar från Galicien, i nordvästra Spanien. Rasen är inte erkänd av den spanska kennelklubben Real Sociedad Canina en España (RSCE). Men Galiciens regionala regerings jordbruksmyndighet bedriver ett utvecklingsarbete och har skrivit en standard. Det finns också en regional rasklubb.
Traditionellt var det den typiska hunden på den galiciska landsbygden och dess funktion var som vallhund för större boskap och vakthund. Idag finns det dock exemplar som används för olika ändamål, såsom assistanshundar för funktionshindrade, terapihundar, räddningshundar eller i sporttävlingar som canicross och agility. Det är en av de fyra inhemska hundraserna i Galicien, tillsammans med can guicho, perdigueiro galego och podengo galego.
Den var nära att försvinna på grund av korsningar med andra raser. Återhämtningsprocessen började på 2000-talet, och i december 2017 fanns det 1 275 hundar registrerade i stamboken för Club da Raza Can de Palleiro. År 2023 fanns det totalt 2 332 exemplar, vilket innebär en ökning med 67 % jämfört med år 2018, då det fanns 1 395.

## Namn
Rasen får sitt namn från höstacken där dessa hundar traditionellt brukade sova. Den är också känd under andra namn beroende på området, såsom "can do gando" (boskapshund), "can das vacas" (kohund), "can da casa" (gårdshund), "can lobo" (vargahund) eller "can lobeiro" (vargjägarhunden).

## Historia

### Ursprung
Ursprunget för rasen går tillbaka till herdehundarna som användes av stammarna i regionerna i Centraleuropa, de gemensamma förfäderna till andra hundraser som schäfer, belgisk vallhund och andra europeiska vallhundar. Det är en hund av indoeuropeiskt ursprung, vars agrotip var den främsta förfadern till vallhundarna i Centraleuropa, och följde de förkeltiska atlantiska, centraleuropeiska och nordiska folken som befolkade den atlantiska sidan av nordvästra Iberiska halvön.
Dess traditionella utbredningsområde omfattar stora delar av den galiciska landsbygden, med djur identifierade i områdena Lalín, Dozón, Rodeiro och Agolada (Pontevedra), i kommunerna Allariz, Celanova, Xinzo de Limia, A Merca, O Irixo i Ourense, i Ancares och inre delen av provinsen Lugo, samt i olika områden i provinsen A Coruña.

### Återhämtning av rasen
Korsningen med andra hundraser som fördes in från andra delar av Europa under 1960- och 1970-talen (särskilt schäfer och belgisk vallhund) höll på att orsaka dess försvinnande. Återhämtningen av rasen började år 1999, då Xunta de Galicia (autonoma regionregeringen i Galicien) började verifiera förekomsten av denna hund. Genom att identifiera exemplar på den galiciska landsbygden bekräftades förekomsten av samma typ av hund på olika platser i Galicien, med olika pälsfärger och olika namn. År 2001 publicerades den officiella rasstandarden, och den erkändes officiellt av Ministerio de Agricultura (spanska Jordbruksministeriet) som en inhemsk ras i Galicien genom publiceringen i BOE av kungligt dekret 558/2001 den 25 maj 2001. Rasstandarden för denna hund baseras på nio ursprungliga exemplar med väl definierade drag som överlevde utan att korsas med någon annan ras. År 2002 skapades Club Can de Palleiro, som är den främsta initiativtagaren för att främja, skydda och sprida rasen, under överinseende av Xunta de Galicia.

## Utseende
Det är ett djur av lupoid typ och medelstorlek, med en mankhöjd på 59–65 cm hos hanar och 57–63 cm hos tikar. Deras vikt ligger runt 30–38 kg för hanar och 25–33 kg för tikar. De har en stark konstitution med breda ben, men tikar tenderar att ha ett lättare utseende och mer långsträckta proportioner.
De har tät och tjock päls, särskilt under vintern. Huden är tjock, utan slapphet, och sitter fast vid kroppen och huvudet. Deras päls är vanligtvis enhetlig, med ett brett utbud av nyanser, inklusive sandfärger, kanel, kastanj, lejongul och till och med svart. Ibland kan det finnas exemplar med en tvåfärgad vargliknande päls (gula hår med svarta spetsar), med en blandning av gula och mörka hår, som blir gulare på halsen, strupen, bröstet och extremiteterna.

## Egenskaper
De utmärker sig genom sin intelligens och stora psykiska stabilitet, typisk för en vallhund. De har ett starkt temperament och kan utveckla en överbeskyddande personlighet gentemot sin familj och sitt territorium. De har en foglig och lugn karaktär och visar stor lojalitet mot sin ägare.
Den är idealisk för att leva med stora familjer och barn, eftersom den inte kommer att tillåta att de utsätts för någon risk. Den är perfekt för landsbygden och om man har den i staden, bör man tänka på att det är en ras med mycket energi som behöver motion.

## Can de palleiro i Sverige
Sedan 2021 finns det två registrerade hundar i Sverige. Hundarna är registrerade i rasklubben Club Can de Palleiro i Galicien.